# Nunchia
Nunchia é um município da Colômbia, localizado no departamento de Casanare.